# Volendam (schip, 1999)
De Volendam is een cruiseschip van de Holland-America Line (HAL). Het schip heeft Rotterdam als thuishaven, net als alle andere schepen van de Holland-America Line.
Het heeft drie zusterschepen, de Zaandam, Amsterdam en Rotterdam.

## Tijdelijke opvang
In 2022 vangt het schip maximaal 1400 Oekraïense vluchtelingen op, voor de wal bij Schiedam in de Merwehaven in Rotterdam. Eigenaar Holland-America Line zorgt voor eten, drinken schoonmaak en beveiliging. De gemeente Rotterdam is verantwoordelijk voor zorg en onderwijs.